# 420er Jolle

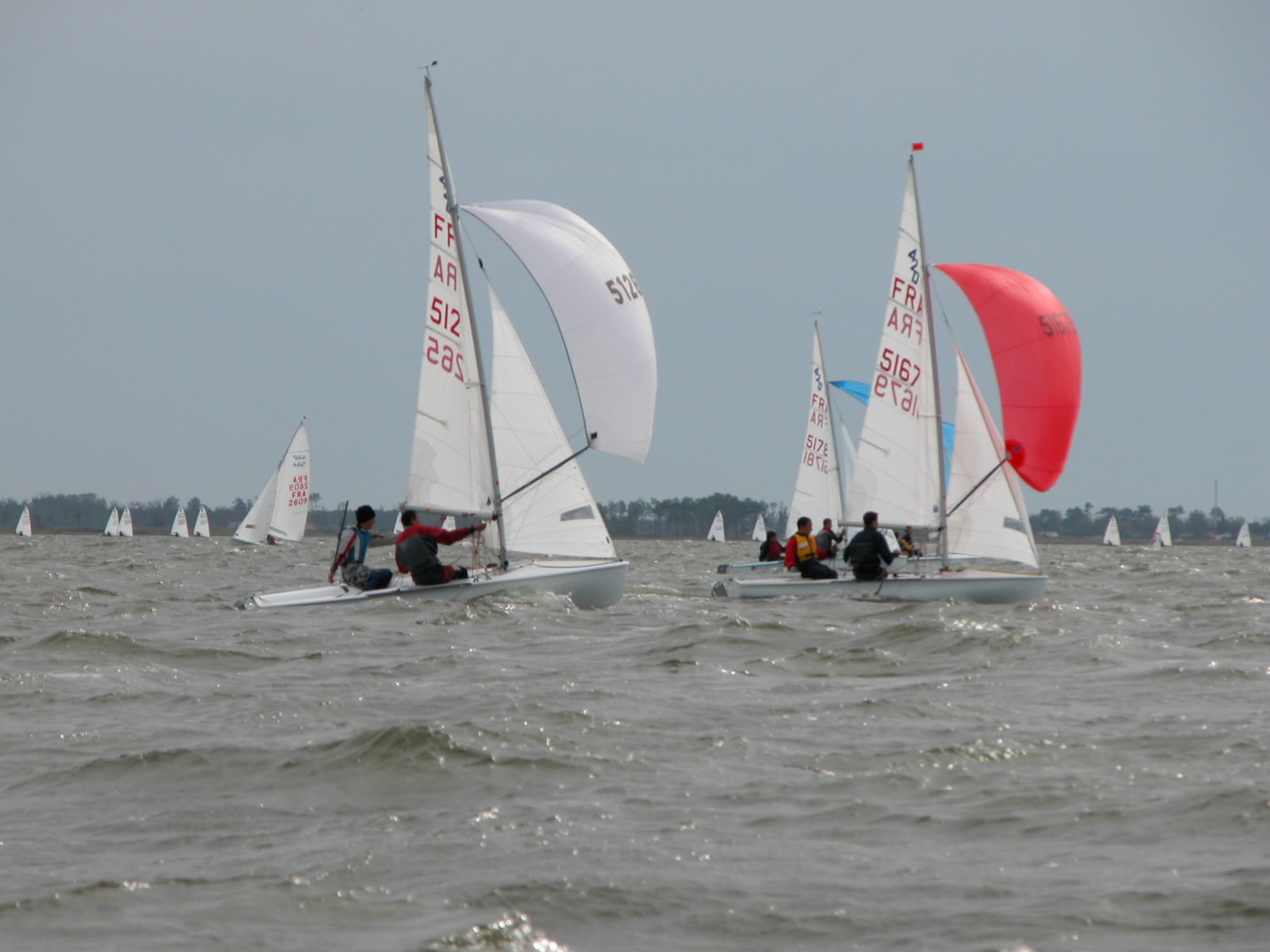
Regatta der 420er-Klasse auf dem See von Maubuisson

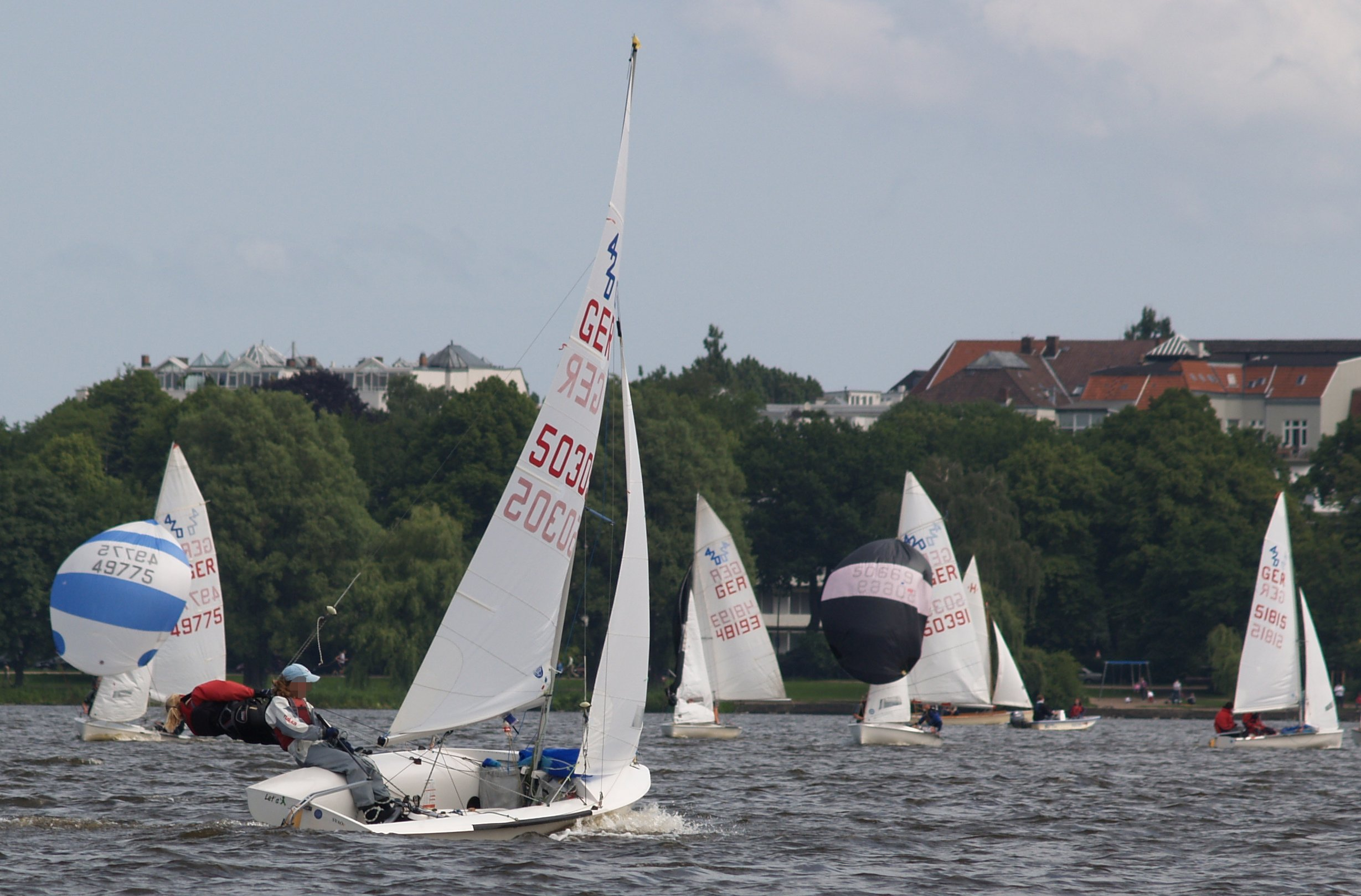
420er am Wind

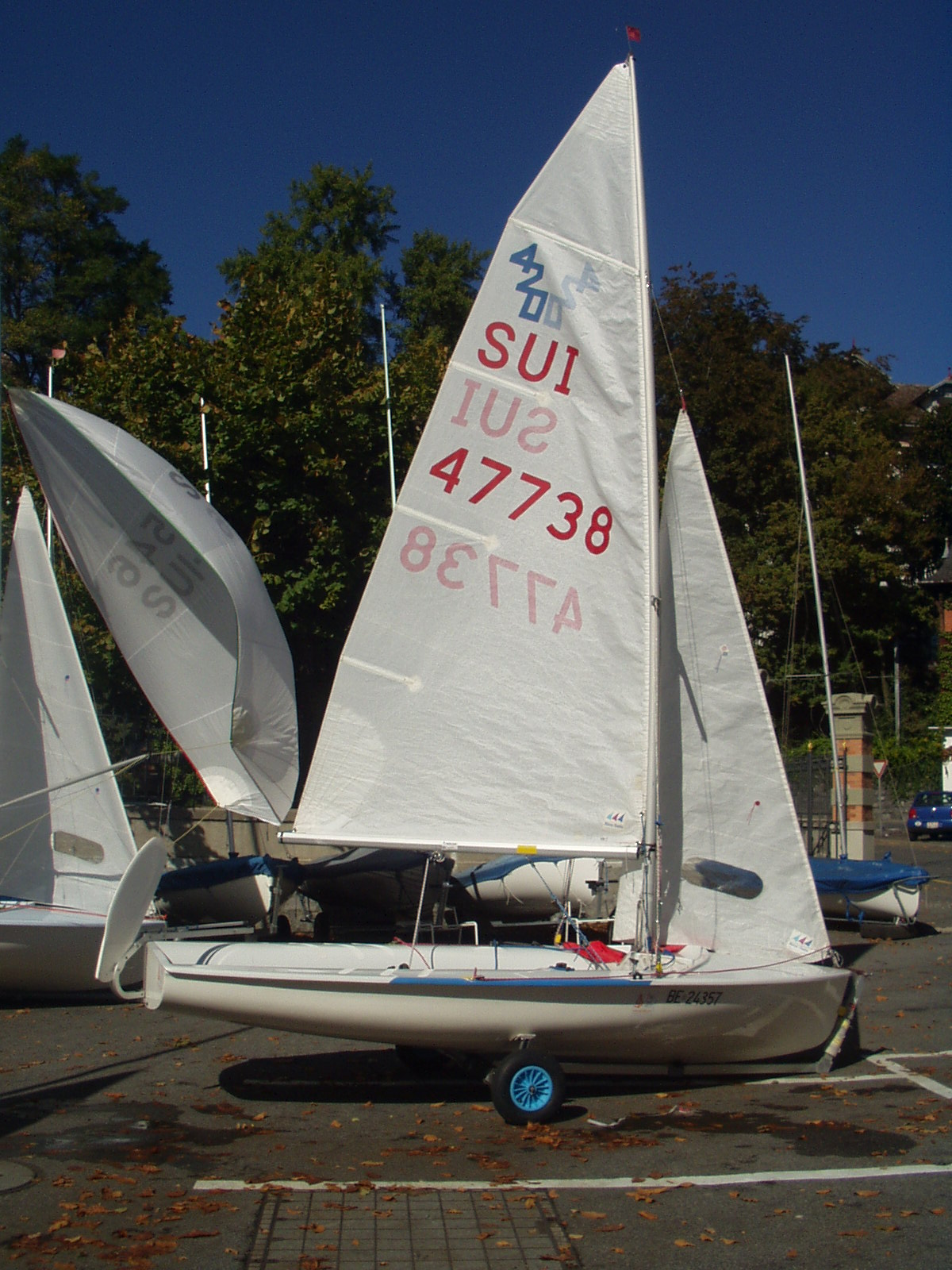
420er auf dem Land

Der 420er ist eine Zweimannjolle für Jugendliche und Erwachsene mit Trapez und Spinnaker. Die Klassenbezeichnung leitet sich von der Länge des Segelboots ab.

## Geschichte
Ein erster Prototyp wurde im Jahr 1959 gesegelt. Im Januar 1960 wurde die Produktion bei Lanaverre in Frankreich aufgenommen. Heute wird die Jolle von verschiedenen Herstellern gebaut (Nautivela, Lenam, Baranowski, Mackay, East Wave und in Deutschland von Ziegelmayer).
Seit der Einführung des Spinnakers und des Trapezes im Jahr 1971 wurde die Bauweise des Bootes nur noch in Details verändert.
Die Anerkennung des 420er durch die IYRU (heute World Sailing) 1971 und der damit verbundene internationale Status verstärkten den Aufschwung der Segeljolle.

## Rumpf
Der Rumpf des 420er ist ein Rundspant. Optimal gefahren werden diese ab 2 bft nur im vollkommen geraden Zustand, weil man dann die maximale Bootsgeschwindigkeit erreicht. Seitlich im Cockpit befinden sich die für den 420er und 470er typischen rund geformten Auftriebskörper, die als Sitzfläche dienen und das Boot unsinkbar machen. Das Baumaterial ist Kunststoff/GFK mit einer im modernen Bootsbau üblichen Stärke von wenigen Millimetern.

## Regatta und Wettfahrten
In verschiedenen Ländern wird der 420er als Jugendklasse eingesetzt. Es finden nationale und internationale Wettkämpfe, in der Fachsprache Regatten, unter der Obhut der nationalen Klassenvereinigungen statt. Die Höhepunkte der Saison bilden neben der World Sailing Weltmeisterschaft die von der internationalen 420er-Vereinigung veranstalteten Welt- und Jugendeuropa-Meisterschaften.
Bis in die 1970er Jahre wurde der 420er auch einhand – als solitär bezeichnet – gesegelt (vgl. Laser z. B. Länge 4,23). Dabei wird keine Fock gesegelt und der Mast wird etwa 20 Zentimeter weiter vorne positioniert. Heute ist es unüblich, den 420er einhand zu segeln, da in diesem Fall auf Spinnaker und Trapez verzichtet werden muss.

## Aufgabenverteilung zwischen Vorschoter und Steuermann
Die Aufgabenverteilung von Steuermann und Vorschoter entspricht der aller klassischen Zweihand: Der Steuermann hat die Aufgabe, das Boot zu steuern und das Großsegel zu bedienen. Dabei muss er bei Am-Wind-Kursen darauf achten, dass das Boot immer an der Windkante fährt und optimal gerade im Wasser liegt. Dazu öffnet er bei viel Wind das Großsegel. Auf Raumschotskursen muss der Steuermann den Spinnaker hochziehen, die Fock bedienen und die Taktik übernehmen. Er ist außerdem für die Trimmvorrichtungen Baumniederholer, Schwert und Spinnaker-Topnant verantwortlich.
Der Vorschoter hat die Aufgaben, das Boot durch Gewichtstrimm und unter Einsatz des Trapezes aufrecht zu halten und auf Am-Wind-Kursen die Fock zu bedienen. Auf Raumkursen baumt er den Spinnakerbaum aus und bedient ihn. Er ist für die Trimmvorrichtungen Unterliek, Cunninghamstrecker und Fockcunningham zuständig.